# Райнбёллен
Райнбёллен (нем. Rheinböllen) — город в Германии, в земле Рейнланд-Пфальц. 
Входит в состав района Рейн-Хунсрюк. Подчиняется управлению Райнбёллен.  Население составляет 3 960 человек (на 31 декабря 2009 года). Занимает площадь 16,33 км². Официальный код  —  07 1 40 125.

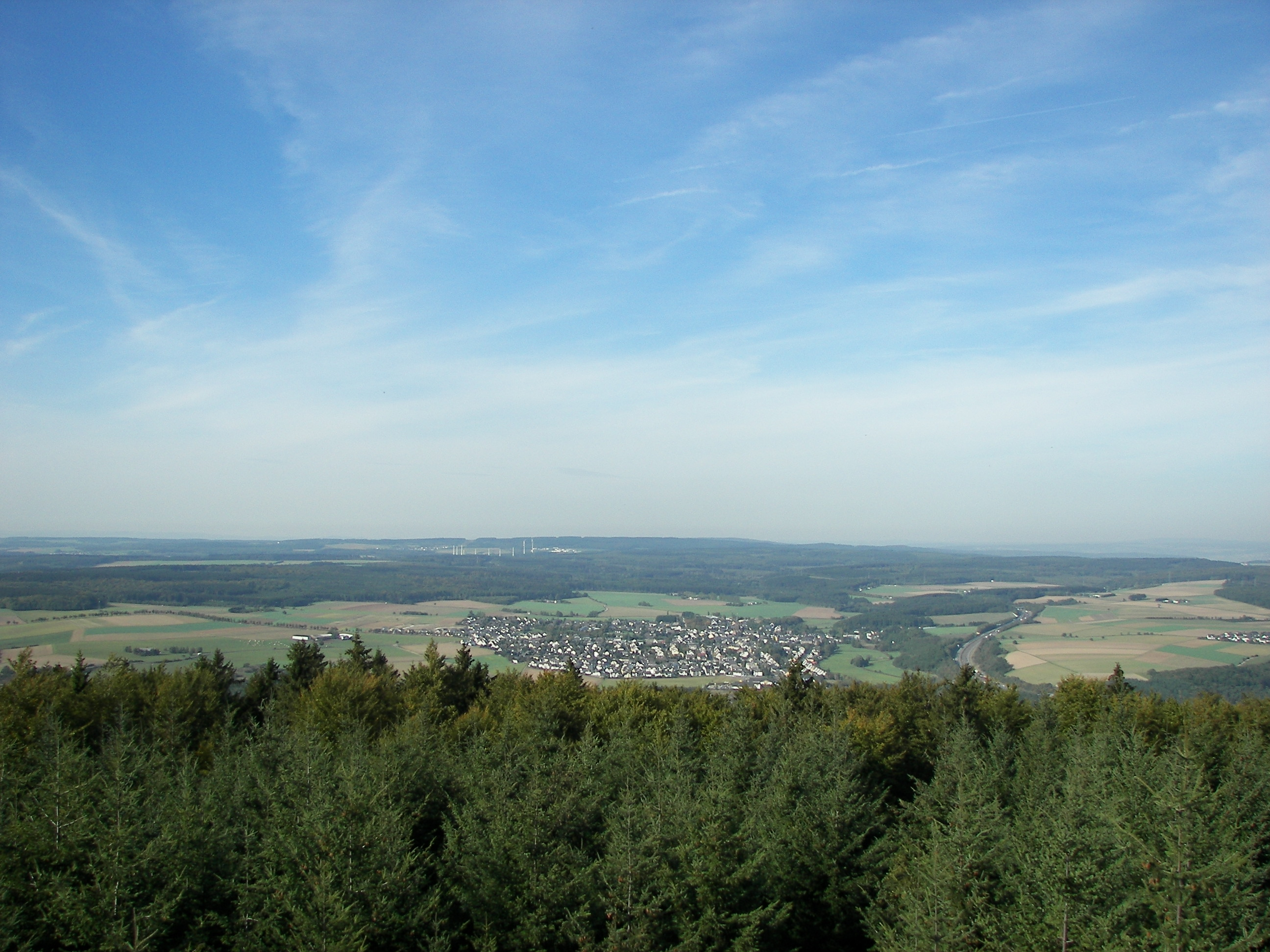
Райнбёллен